# Prochnyanthes
Prochnyanthes és un gènere amb tres espècies de plantes suculentes que pertany a la família de les Agavàcies.
És natiu de Mèxic.

## Espècies seleccionades
- Prochnyanthes bulliana
- Prochnyanthes mexicana
- Prochnyanthes viridescens